# Gastone Darè
Gastone Darè   (Suzzara, 18 de febrer de 1918 - Màntua, 7 de juny de 1977) va ser un tirador d'esgrima, dirigent esportiu i polític italià.
El 1948 va prendre part en els Jocs Olímpics d'Estiu de Londres, on disputà dues proves del programa d'esgrima. Guanyà la medalla de plata en la prova de sabre per equips, mentre en la de sabre individual fou sisè. Quatre anys més tard, als Jocs de Hèlsinki, tornà a disputar dues proves del programa d'esgrima. Guanyà la medalla de plata en la prova d'sabre per equips, mentre en la de sabre individual fou quart. El 1956, a Melbourne, disputà els seus tercers, i darrers, Jocs Olímpics. En les dues proves que disputà quedà eliminat en sèries.
En el seu palmarès també destaquen deu medalles al Campionat del món d'esgrima, quatre d'or, tres de plata i tres de bronze, entre les edicions de 1947 i 1955.
Paral·lelament a la seva activitat esportiva va ser regidor de Màntua pel Partit Socialista del 1951 al 1964 i del 1970 al 1974. Del 1963 al 1974 fou senador.